# ويليام ريفيس (سياسي)
ويليام ريفيس (بالإنجليزية: William Reeves)‏ هو صحفي وسياسي نيوزلندي، ولد في 10 فبراير 1825 في المملكة المتحدة، وتوفي في 4 أبريل 1891. انتخب عضو مجلس النواب نيوزيلندا.